# Omer Khalifa
Omer Khalifa (* 18. prosince 1956) je súdánský běžec specializující se na běh na 1500 metrů a na 800 metrů. V roce 1984 se účastnil olympijských her v Los Angeles, kde v běhu na 800 metrů vypadl v semifinále a v běhu na 1500 metrů obsadil 8. místo. Na hrách v Soulu o čtyři roky později startoval pouze v běhu na 1500 metrů a obsadil 12. místo. Na mistrovství světa v atletice 1987 skončil na pátém místě v běhu na 1500 metrů. Získal dvě stříbrné a jednu bronzovou medaili na mistrovství Afriky v atletice a dvě druhá místa na soutěži Liberty Bell Classics, uspořádané v červenci 1980 ve Filadelfii pro závodníky zemí bojkotujících moskevskou olympiádu. V dresu týmu Afriky vyhrál patnáctistovku na Kontinentálním poháru v atletice 1985. Jeho osobní rekordy byly 1:44,75 na 800 m a 3:33,28 na 1500 m.